# Walter Rodney
Walter Anthony Rodney (23 martie 1942 - 13 iunie 1980) a fost un istoric, cercetător și activist politic din Guyana. A fost asasinat în 1980.